# Latvijas Universitātes stadions
Het Latvijas Universitātes stadions (vroeger ASK stadions) is een multifunctioneel stadion in Riga, de hoofdstad van Letland. 
Het stadion wordt vooral gebruikt voor rugby- en voetbalwedstrijden, de voetbalclub FK Riga maakt gebruik van dit stadion. In 1993 werd het stadion eigendom van de Universiteit van Letland, die het daarom van naam liet veranderen. In 2001 werd de gemeente van Riga eigenaar.
In het stadion is plaats voor 5.000 toeschouwers.

## Interlands
| Voetbalinterlands | Voetbalinterlands | Voetbalinterlands           | Voetbalinterlands | Voetbalinterlands    | Voetbalinterlands |
| №                 | Datum             | Wedstrijd                   | Uitslag           | Competitie           | Toeschouwers      |
| ----------------- | ----------------- | --------------------------- | ----------------- | -------------------- | ----------------- |
| 1                 | 18 oktober 1924   | Letland – Estland           | 2–0               | vriendschappelijk    | 4.000             |
| 2                 | 20 september 1925 | Letland – Litouwen          | 2–2               | vriendschappelijk    | 2.500             |
| 3                 | 20 juli 1926      | Letland – Zweden            | 4–1               | vriendschappelijk    | 5.000             |
| 4                 | 12 augustus 1926  | Letland – Finland           | 1–4               | vriendschappelijk    | 4.000             |
| 5                 | 19 september 1926 | Letland – Estland           | 0–1               | vriendschappelijk    | 5.000             |
| 6                 | 27 juli 1927      | Letland – Litouwen          | 6–3               | vriendschappelijk    | 3.500             |
| 7                 | 25 juni 1937      | Letland – Duitsland         | 1–3               | vriendschappelijk    | 8.000             |
| 8                 | 12 juli 1937      | Letland – Roemenië          | 0–0               | vriendschappelijk    | 8.000             |
| 9                 | 29 juli 1937      | Letland – Litouwen          | 4–2               | WK 1938 kwalificatie | 10.000            |
| 10                | 19 september 1937 | Letland – Estland           | 3–1               | vriendschappelijk    | 12.000            |
| 11                | 17 mei 1938       | Letland – Litouwen          | 2–0               | vriendschappelijk    | 12.000            |
| 12                | 27 juni 1938      | Letland – Hongarije         | 3–0               | vriendschappelijk    | 13.000            |
| 13                | 28 augustus 1938  | Letland – Tsjecho-Slowakije | 2–1               | vriendschappelijk    | 13.000            |
| 14                | 25 september 1938 | Letland – Polen             | 2–1               | vriendschappelijk    | 14.000            |
| 15                | 27 juli 1938      | Letland – Estland           | 3–3               | vriendschappelijk    | 12.000            |
| 16                | 6 september 1940  | Letland – Litouwen          | 1–0               | Baltische Beker 1940 | 8.000             |
| 17                | 7 september 1940  | Litouwen – Estland          | 1–1               | Baltische Beker 1940 | 5.000             |
| 18                | 26 juni 1994      | Letland – Georgië           | 1–3               | vriendschappelijk    | 1.100             |